# Histoire philatélique et postale de Mayotte

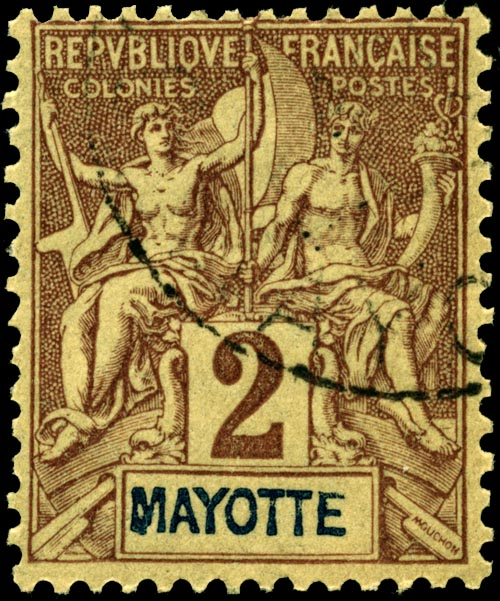
Timbre au type Groupe de 1892, un des premiers à porter le nom de Mayotte.

L'histoire philatélique et postale de Mayotte est liée à la colonisation française dans l'archipel des Comores.
L'île est la première de cet archipel à être marquée par la présence française au début des années 1840. L'instauration du système postal français à Anjouan, Grande Comore et Mohéli au cours des décennies suivantes est dirigée à partir de Mayotte. De 1911 à 1975, l'archipel connaît une gestion postale identique, d'abord dans le giron de Madagascar jusqu'en 1950, puis sous le nom d'Archipel des Comores.
L'histoire postale de Mayotte seule reprend en juillet 1975 lorsque ses habitants décident par référendum de rester au sein de la République française alors que les trois autres îles deviennent indépendantes sous le nom de République fédérale islamique des Comores. De février 1976 à décembre 1996, la collectivité territoriale utilise les mêmes timbres que la métropole avant d'obtenir l'autonomie philatélique du 1er janvier 1997 au 2 janvier 2012. Ensuite, les timbres de France sont de nouveau en vigueur, avec droit d’utiliser les timbres mahorais non encore utilisés.

## Mise en place du système postal français
Mayotte devient une colonie française à partir de 1841 avec l'achat de l'île par le commandant Passot au sultan Andriantsouli.
Peu de lettres de l'époque philatélique classique (avant 1900) de Mayotte et des Comores sont connues. La première en provenance de Mayotte date de décembre 1850 et ne porte pas de timbre-poste.

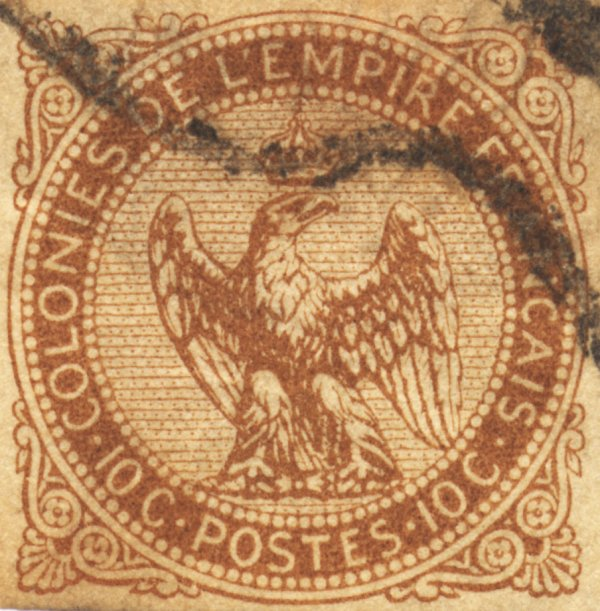
Exemple de timbre au type Aigle.

Les premiers timbres-poste au type Aigle des Colonies générales, sont expédiés fin 1861-début 1862 et sont répartis entre Mayotte et Nosy Be au large de Madagascar. La première lettre affranchie connue date de décembre 1863.
Dans les années 1860, Mohéli tombe sous le contrôle de Joseph Lambert. Deux décennies plus tard, Léon Humblot devient le maître autoritaire de la Grande Comore face au sultan Saïd Ali. Comme à Anjouan, des aventuriers deviennent propriétaires de la majeure partie des terres. Des timbres dits des Colonies générales et un service postal y ont été utilisés. Cependant, le timbre à date porte la mention « Mayotte et dépendances », ne permettant donc pas de connaître l'origine à moins que l'adresse de l'expéditeur ou la correspondance incluse ne donnent des éléments. Jusqu'au cours des années 1870, le timbre quant à lui est annulé par un losange de pointillés vide en son centre ; ce qui rend impossible l'identification de la colonie d'utilisation d'un timbre détaché de son pli. À cette époque, le trafic postal vers l'extérieur de Mayotte est d'environ cent cinquante envois par semaine pour deux mille deux cents à la même époque au départ de la Martinique et trois mille au départ de La Réunion.
Vers la fin du XIXe siècle, la Marine française intervient dans l'archipel pour instaurer une administration française plus respectueuse du droit des indigènes, à la suite des excès de Léon Humblot. Mayotte en reste le centre administratif, mais progressivement chaque île reçoit des timbres à son nom : l'administration postale est victime d'un trafic de timbres entre les colonies à monnaie faible et celles de monnaie locale forte. En novembre 1892, comme à Anjouan, sont émis à Mayotte les timbres au type Groupe sur lesquels le nom de la colonie est imprimé en bleu ou en rouge. En tout, vingt valeurs font leur apparition jusqu'en octobre 1907.

## De Madagascar à l'archipel des Comores (1911-1975)
En 1912, le rattachement postal à Madagascar est effectif. Pour écouler les stocks de timbres restant, les type Groupe de Mayotte sont surchargés en novembre de gros chiffres en rouge ou noir « 05 » ou « 10 » pour servir de valeurs d'appoint de 5 et 10 centimes. Cette pratique a lieu dans toutes les colonies rattachées à Madagascar et ces timbres sont valables partout dans cette colonie étendue.
De 1912 à 1950, ce sont donc les timbres de Madagascar qui sont utilisés à Mayotte et dans les îles comoriennes. Seul, un cachet d'oblitération permet de savoir si la lettre a été postée à Mayotte. Un timbre de 1942 pour le centenaire du rattachement de Mayotte et Nossi-Bé à la France évoque directement Mayotte. Il présente les portraits du contre-amiral Chrétien Louis de Hell, chef d'expédition, assisté de l'officier de marine Jéhenne et du commandant d'artillerie navale, Pierre Passot.
Territoire d'outre-mer en 1946, l'archipel des Comores reçoit des timbres spécifiques à son nom et en franc CFA à partir du 15 mai 1950. Les timbres de la première émission du 15 mai 1950 sont illustrés de paysages locaux. La faune aquatique et la flore de l'archipel des Comores, les coutumes locales et les événements technologiques (la radiodiffusion en 1960) dominent le programme philatélique avec les émissions omnibus de France et de ses colonies.
Concernée par ces thèmes, Mayotte est directement représentée par huit timbres sur les cent six émis par l'Archipel des Comores : lieu d'édification du premier émetteur de radiodiffusion des Comores sur un timbre de 1960, la batterie de canons de Dzaoudzi en 1966 dans une série sur les fortifications militaires, et une série de trois timbres de 1974 présentant la plage Moya, Chiconi et Port Mamutzu. L'île apparaît sur les cartes de l'archipel dessinées par Pierre Béquet : avec les trois îles sur un timbre de poste aérienne de 1971, et seule en 1974. Une carte de l'archipel figure sur le timbre du 70e anniversaire du Rotary International.
Cependant, la ville de Moroni, chef-lieu de Grande Comore, a pris la place de capitale des Comores que Mayotte avait au début de la colonisation française.

## Collectivité territoriale depuis 1975

### La pénurie de timbres de 1975
En 1974, des référendums interrogent les Comoriens sur leur désir d'indépendance. Le « oui » est majoritaire à Anjouan, Grande Comore et Mohéli, mais pas à Mayotte que la France décide de traiter à part. Les trois îles déclarent leur indépendance le 5 juillet 1975 par un vote de leur parlement, au cours duquel les députés mahorais s'abstiennent.
Dans le nouvel État, les stocks des timbres de l'archipel, dont la majeure partie se trouvent à Moroni, sur Grande Comore, sont surchargés « État comorien » dans l'attente des premiers timbres de la République fédérale islamique des Comores.
À Mayotte, le manque de timbres de l'archipel des Comores finit par se faire sentir en décembre 1975. Dans l'attente d'une livraison venue de métropole, le préfet de Mayotte, Younoussa Bamana, décide d'autoriser le découpage des timbres pour créer l'affranchissement le plus courant de 50 francs CFA nécessaires pour l'envoi d'une lettre vers la France. Surchargés « Administration provisoire de Mayotte », ces figurines de 100 francs coupés en deux et de 200 francs coupés en quatre sont, dans l'ordre chronologique d'émission :
- le 200 francs « Angraecum eburneum » (une orchidée), émis le 20 mars 1969 ;
- le 100 francs « Hansen 1841-1912 », découvreur norvégien du Mycobacterium leprae (le bacille de la lèpre), émis le 5 septembre 1973 ;
- le 200 francs « Pablo Picasso 1881-1973 » émis le 30 septembre 1973 ;
- et le 200 francs « Saïd Omar ben Soumeth, grand mufti des Comores » émis le 31 janvier 1974.

Le timbre « Artisanat - bracelet » de 20 francs émis le 28 février 1975 est coupé en deux pour compléter deux timbres de 20 francs.
Pour bénéficier de la forte cote que leur accorde les catalogues (150 € minimum pour le Dallay 2006-2007), le timbre doit être sur pli oblitéré pendant la période de pénurie qui prend fin avec la livraison de timbres de France et l'utilisation du franc français.

### Les timbres de France de 1976 à 1997
En février 1976, arrive l'envoi de timbres de métropole. Le franc français remplace le franc CFA, comme à La Réunion en janvier 1975. L'Institut d'émission d'outre-mer, banque émettrice du franc pacifique, est chargée par la Banque de France de veiller à l'approvisionnement de l'île en pièces et billets. Les timbres de France sont ainsi en vigueur à Mayotte jusqu'au 31 décembre 1996.

### L'autonomie philatélique et postale de 1997 à 2012
En 1996, le président du conseil général de Mayotte, Younoussa Bamana, le préfet Philippe Boisadam et la direction de La Poste Outre-Mer s'accordent sur l'autonomie postale et philatélique de l'archipel. Deux conventions répartissent les rôles dans le fonctionnement spécifique du service postal de Mayotte. La Poste paie les cadres et finance la distribution du courrier. La collectivité territoriale devient le fournisseur des véhicules et des bâtiments nécessaires. Pour assurer l’auto-financement du service, La Poste paie une redevance que la vente des timbres-poste mahorais complète. Les thèmes et les maquettes de ces émissions philatéliques sont décidés localement et imprimés par Phil@poste Boulazac (ex-Imprimerie des timbres-poste et valeurs fiduciaires, ITVF), dont le nom figure en bas de chaque timbre.
Le 2 janvier 1997, sont ainsi émis les premiers timbres spécifiques à la collectivité territoriale de Mayotte suivant des thématiques locales : armoiries, objets, coutumes (le banga en juin par exemple), faune et flore locales sont omniprésents. Les timbres de France ne sont plus acceptés sur le courrier posté dans l'île à partir du 31 mars 1997. Seuls, les timbres d'usage courant restent ceux de France avec l'emploi des séries Marianne surchargées « MAYOTTE ». À partir de 2001, Marianne est complétée, puis définitivement remplacée, par des timbres au fond de couleur uni représentant une carte du relief en noir et blanc des îles.
Collectivité départementale depuis 2001, l'île utilise la même monnaie que sa métropole. L'euro est également introduit sous la direction de l'Institut d'émission des départements d'outre-mer. Sur timbres, comme en France, les timbres affichent une valeur faciale en franc et euro de juillet 1999 à décembre 2001. Le 2 janvier 2002, sont émis les premiers timbres en euro : des Marianne du 14 juillet surchargés et une réémission revue et corrigée du timbre « Armoiries de Mayotte » de 1997.
En 2003, le service postal de la Collectivité est remplacé par La Poste elle-même.

### La départementalisation et la mixité philatélique depuis 2012
À la suite du référendum sur la départementalisation de Mayotte du 29 mars 2009, la collectivité territoriale devient un département le 1er avril 2011. En juin 2011, comme dans tous les départements français, une commission départementale de présence postale territoriale (CDPPT) est instituée pour que les élus locaux et La Poste se concertent sur les besoins en bureaux et en service spéciaux.
Le dernier timbre de Mayotte est émis le 31 décembre suivant dans le cadre d’une émission conjointe avec les Terres australes et antarctiques françaises. À partir du 2 janvier 2012, les timbres de France métropolitaine sont valides sur les courriers au départ de Mayotte et les seuls vendus dans les bureaux de poste à partir du 1er avril 2012. Les timbres de Mayotte, émis de 1997 à 2011, restent valables « sans limitation de temps » sur le courrier posté dans ce département.
Le premier timbre de métropole consacré à Mayotte est émis le 28 novembre 2011, même s'il n'est utilisable sur le courrier mahorais qu'à partir du 2 janvier 2012. Paysage dessiné par Gil Renaud, il fait partie d’un carnet de douze consacrés à chacun des départements ou collectivités d’outre-mer français dans le cadre de l'« année des Outre-mer ».

## Tableau synthétique
| Année       | Timbres utilisés                       |
| ----------- | -------------------------------------- |
| 1850?-1861? | Aucun                                  |
| 1861?-1892  | Colonies générales                     |
| 1892-1912   | Mayotte                                |
| 1912-1950   | Madagascar                             |
| 1950-1975   | Archipel des Comores                   |
| 1975-1996   | France                                 |
| 1997-2012   | Mayotte                                |
| 2012-…      | France                                 |
| Légende     |                                        |
| ?           | Date supposée ou première date connue. |

### Sources
- Catalogue de cotations des timbres des DOM-TOM, éd. Dallay, 2006-2007, pages 358 à 413.
- Section philatélie du site Comores-online.com sur l'histoire philatélique et postale de l'archipel des Comores.